# Citigroup Center (New York)

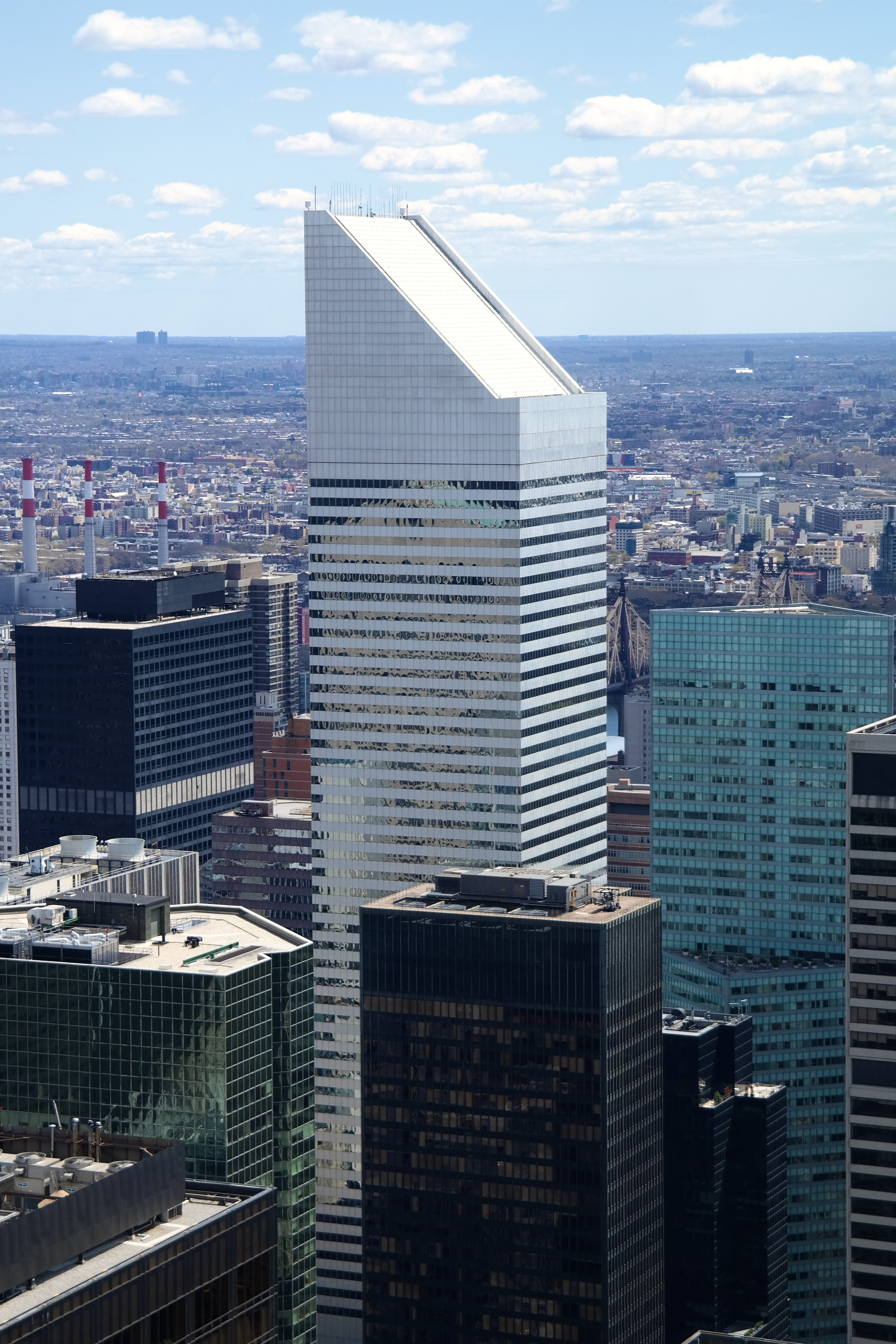
De wolkenkrabber bezien vanaf Top of the Rock bovenop 30 Rockefeller Plaza

Het Citigroup Center, voorheen Citicorp Center, is een 279 meter hoog kantoorgebouw in de Amerikaanse stad New York gelegen op 601 Lexington Avenue, ontworpen door Julian Roth (1902-1992), Hugh Stubbins (1912-2006) en William LeMessurier. Het is gebouwd tussen 1976 en 1978.
Het gebouw wordt sterk gekenmerkt door het schuine dak (45° helling) en door drie gigantische 'steunpilaren' waarop het gebouw staat. Door deze pilaren kon een kerk - die op dezelfde grond staat - gered worden. Het Citigroup Center is dankzij haar schuine dak een hoogtepunt uit de postmodernistische architectuur.
Het gebouw herbergt het hoofdkwartier van het Amerikaanse Citigroup, een van de grootste banken ter wereld.

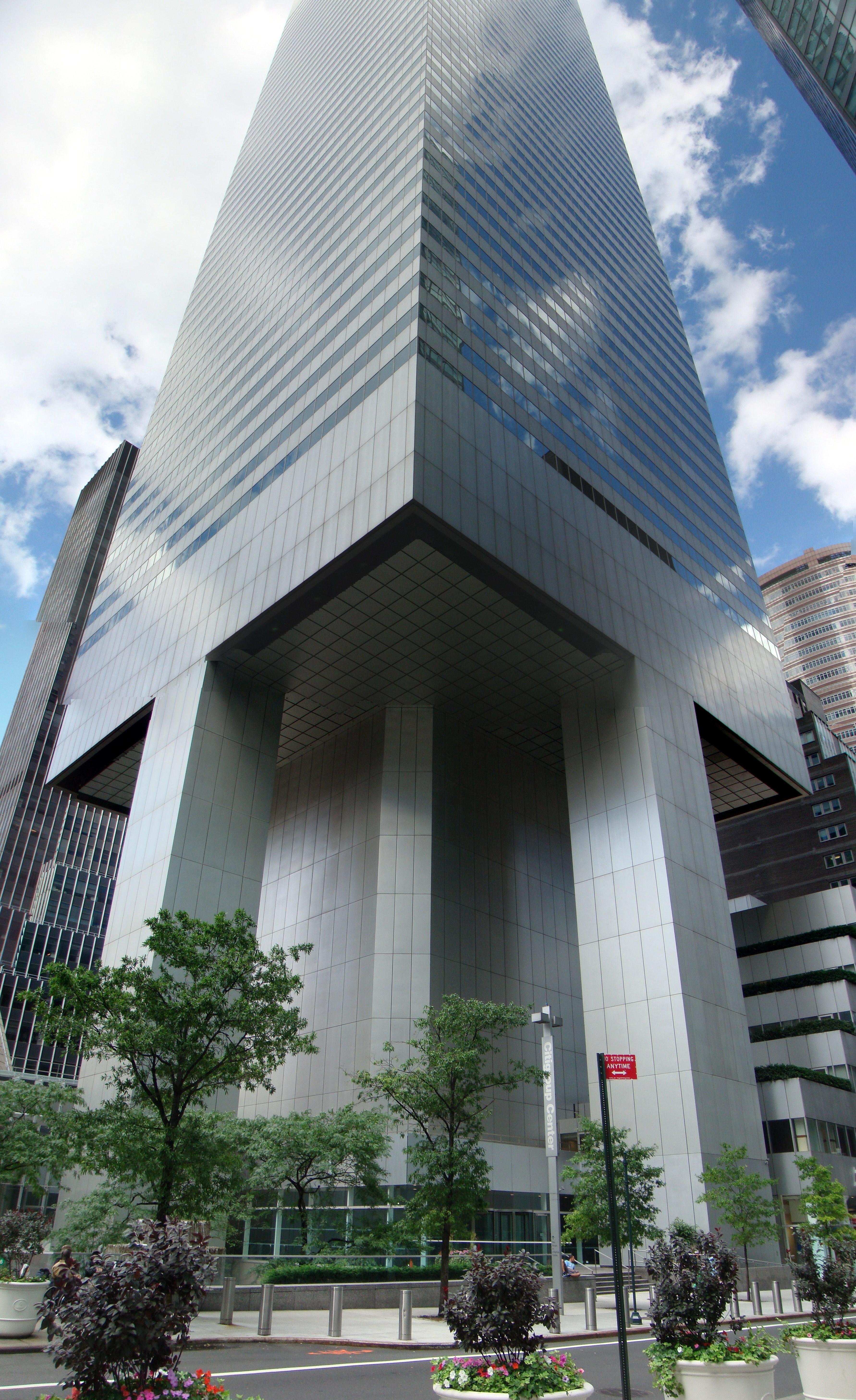
De 'steunpilaren' waarop het gebouw staat

## Problemen met het ontwerp in 1978
Als gevolg van een onzorgvuldig ontwerp en wijzigingen tijdens de bouw was het gebouw zoals het oorspronkelijk gebouwd was niet veilig. Voor zijn oorspronkelijke ontwerp had William LeMessurier windbelasting berekend op de zijkanten van het gebouw, maar niet op de hoeken (onder 45 graden op het gebouw). In juni 1978 naar aanleiding van discussie tussen Diane Hartley, een student civiele techniek aan de universiteit van Princeton, en Joel Weinstein, ontwerpingenieur, herberekende LeMessurier de windbelasting op het gebouw, dit keer met inbegrip van wind op de hoeken. Hieruit bleek dat er een toename was van 40% in de windbelasting en een stijging van 160% in de belasting op alle verbindingen.
Het oorspronkelijke ontwerp van LeMessurier voorzag in gelaste verbindingen. Echter, tijdens de bouw, om arbeidskosten en materiaal te besparen, had men veel zwakkere boutverbindingen gebruikt. De originele gelaste verbindingen hadden voldoende sterkte om de last van de rechte wind te weerstaan, met een voldoende veiligheidsmarge om ook de hogere lasten van schuine wind te weerstaan. Een orkaanwind van 110 km/h echter zou de sterkte van de geschroefde verbindingen overschrijden. De bouten konden het begeven en het gebouw zou kunnen instorten. Uit windtunneltesten met modellen van Citigroup Center bleek dat de windsnelheid die nodig was om het gebouw te doen instorten gemiddeld plaatsvond eens in de 16 jaar. LeMessurier ontdekte ook dat zijn bedrijf de bundelveiligheidsfactor van New York had gebruikt van 1:1 in plaats van de kolomveiligheidsfactor van 1:2. Deze factoren samen betekenden dat het gebouw in gevaar was. De problemen werden ontdekt in juni, het begin van het orkaanseizoen, en moesten snel worden aangepakt.

Uiteindelijk besloot LeMessurier Citicorp te overtuigen om het gebouw te laten herstellen zonder het publiek in te lichten. In de volgende drie maanden werden stalen platen over de 200 boutverbindingen gelast. Dit gebeurde 's nachts, zonder ruchtbaarheid. Na zes weken, toen het werk half af was, kwam de grote orkaan Ella recht op New York af. Evacuatieplannen werden uitgewerkt met de lokale besturen, maar de orkaan week gelukkig op tijd af.
Uiteindelijk had het verkeerde ontwerp geen kwalijke gevolgen. Het gevaar werd bijna 20 jaar voor het publiek verborgen gehouden. In 1995 verscheen een lang artikel in The New Yorker.

## Fotogalerij

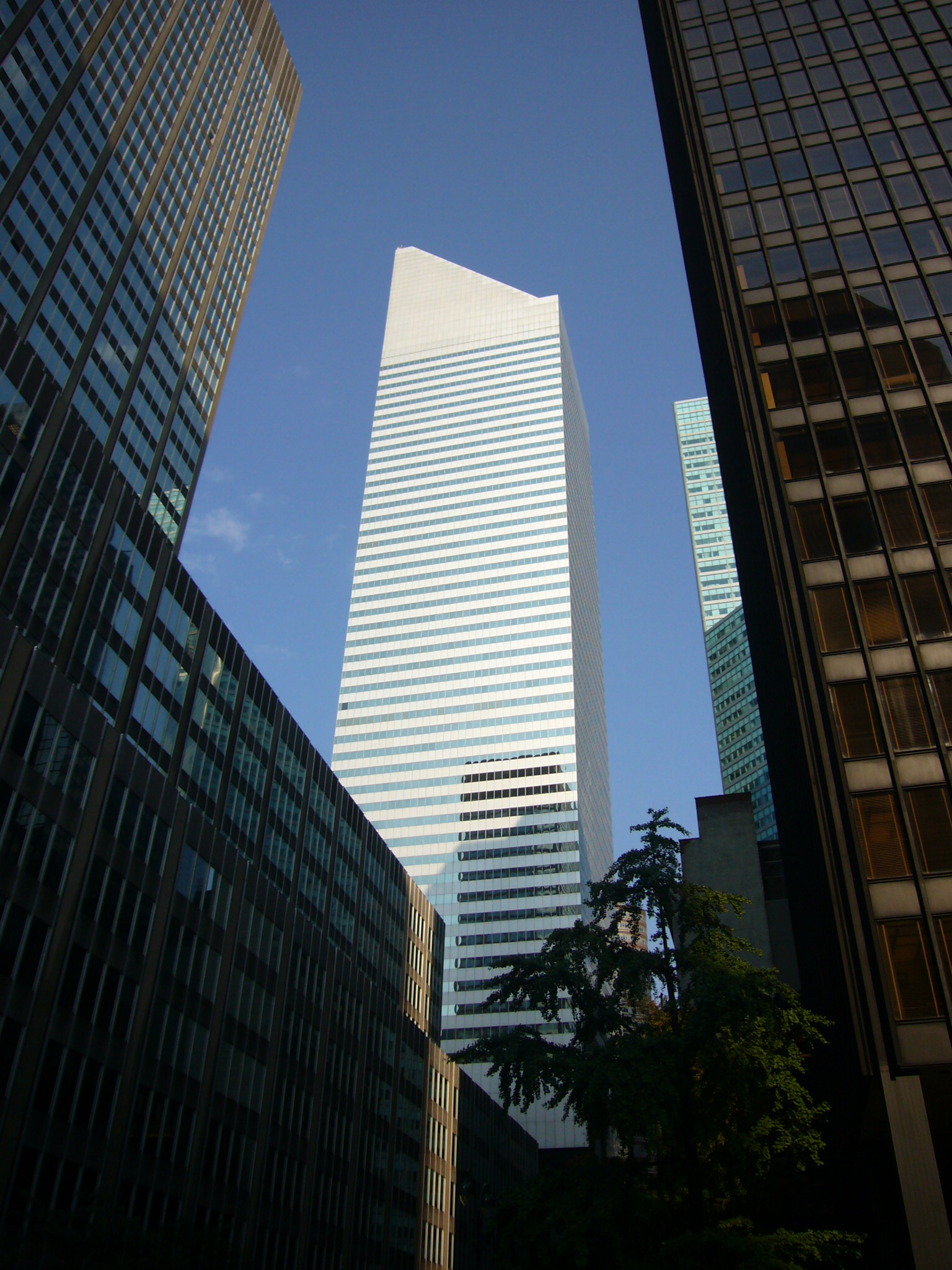
Het Citicorp Center, met rechts op de voorgrond het Seagram Building door Ludwig Mies van der Rohe
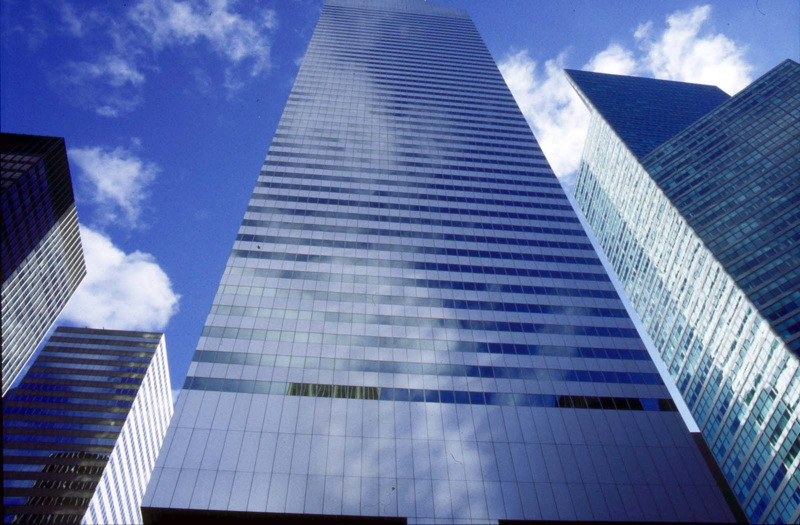
Het gebouw in 1996
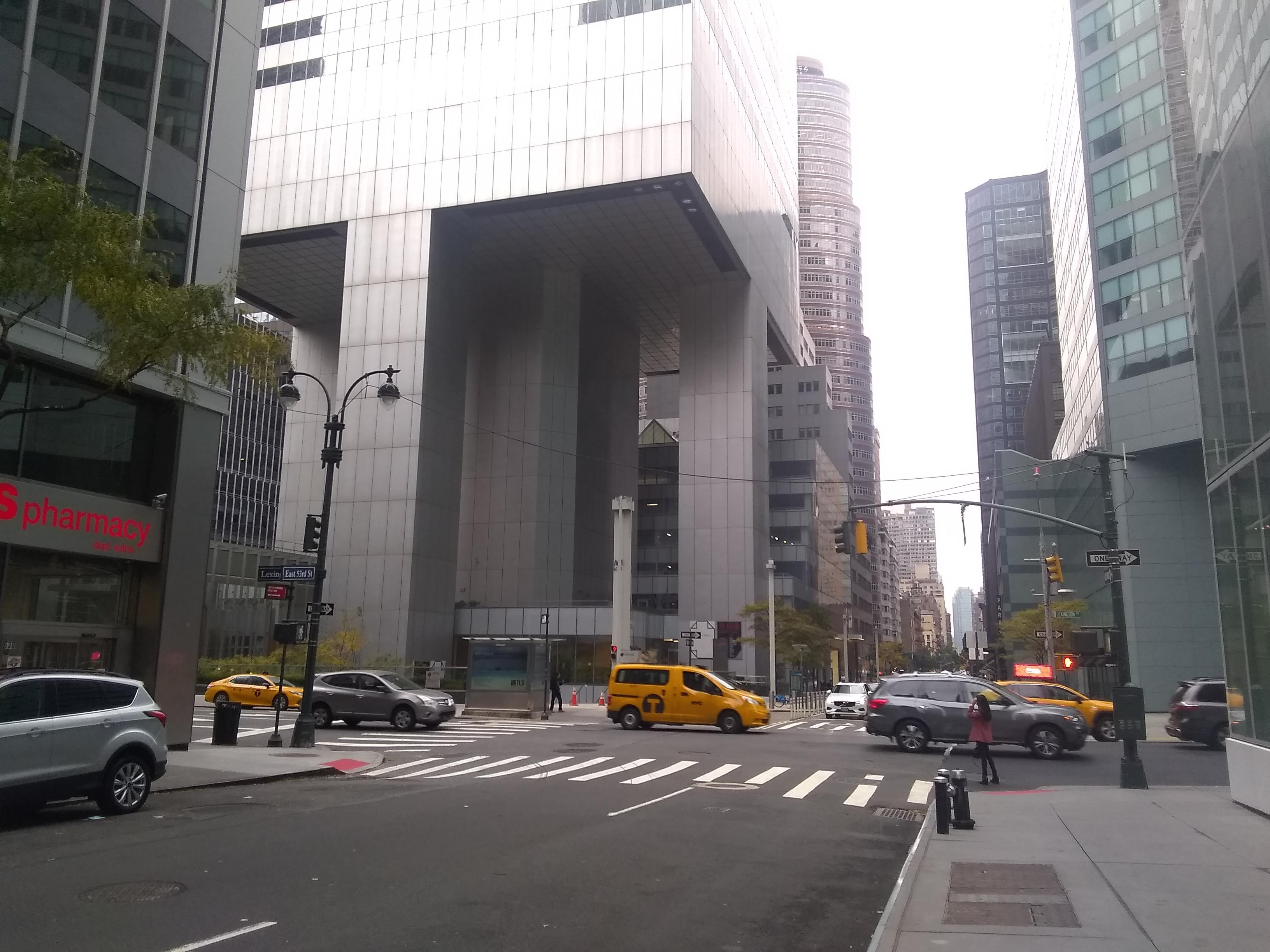
Bezien vanaf straatniveau in 2020